# Taifun Cobra
Der Taifun Cobra war ein tropischer Wirbelsturm, der am 18. Dezember 1944 auf die Task Force 38 der US-Pazifikflotte unter Admiral Halsey östlich der Philippinen traf. Durch den Sturm kenterten drei Zerstörer, mehrere Schiffe wurden zum Teil schwer beschädigt. Insgesamt kamen 790 Seeleute ums Leben, 80 wurden verletzt. Diese schweren Verluste führten zur Gründung der heute als Joint Typhoon Warning Center operierenden gemeinsamen meteorologischen Abteilung von Marine und Luftwaffe der Vereinigten Staaten.

## Ausgangssituation
Am 15. Dezember 1944 hatte die amerikanische Landung auf Mindoro begonnen. Nach dreitägigem Einsatz vom 14. Dezember bis zum 16. Dezember zog Admiral Halsey die Task Force 38 (TF 38) zur Betankung der Schiffe zurück. Die Treibstoffübergabe sollte außerhalb der Reichweite japanischer Flugzeuge in der Philippinensee etwa 170 Seemeilen (320 km) vor der Küste Luzons stattfinden. TF 38 bestand aus sieben Flugzeugträgern der Essex-Klasse, sechs Leichten Trägern, acht Schlachtschiffen – darunter die New Jersey, Halseys Flaggschiff –, vier Schweren und elf Leichten Kreuzern sowie 50 Zerstörern. Die meisten Schiffe in Halseys Verband, besonders die Zerstörer, welche die schnellen Träger drei Tage lang mit Höchstgeschwindigkeit begleitet hatten, verfügten nur noch über geringe Treibstoffvorräte, teilweise waren die Tanks nur noch zu 15 % gefüllt. Den benötigten Treibstoff sollte Task Group 30.8, bestehend aus zwölf Flottentankern, zehn Geleitzerstörern sowie fünf Geleitflugzeugträgern unter Captain Jasper T. Acuff liefern.

## Entdeckung
In seiner Anfangsphase glitt der Taifun mit den Passatwinden durch die Doldrums nach Westen und vermied jeden Kontakt mit allem, was ihn hätte entdecken können. Als er sich dem Äquator näherte, wendete er und bewegte sich mit 15 Knoten (28 km/h) in nordwestlicher Richtung auf Ulithi zu. Gegen Mitternacht des 16. Dezember erhielt die USS Chandeleur von einer Martin PBM Mariner eine Meldung über starke Bewölkung, Gewitter und Windgeschwindigkeiten von mehr als 65 Knoten (120 km/h) an einer Position etwa auf 13° N, 132° O, 217 Seemeilen (400 km) südöstlich von TF 38. Kurz darauf ging eine weitere ähnliche Meldung ein. Auf der Grundlage dieser beiden Meldungen gab die Chandeleur über Funk eine Wetterwarnung an Halsey heraus. Es dauerte jedoch über neun Stunden, bis die Warnung Halsey erreichte.

## 17. Dezember

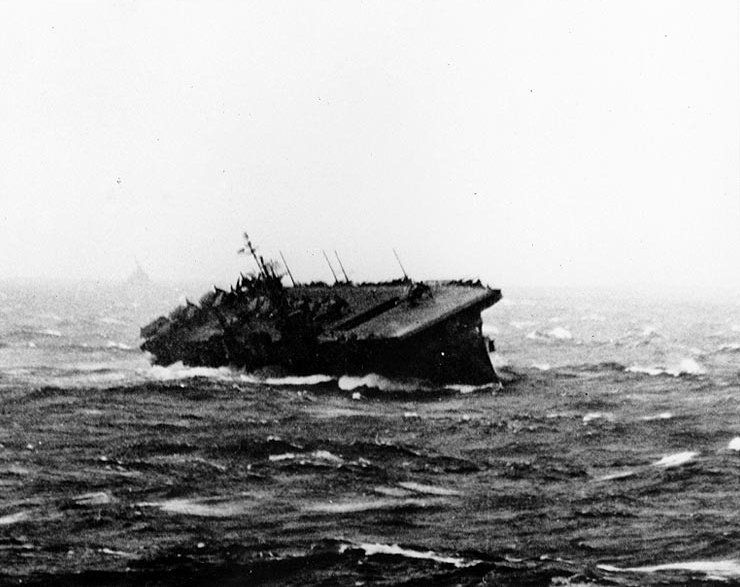
Der Leichte Flugzeugträger Langley rollt schwer im Sturm

Am Morgen des 17. Dezembers gegen 10:00 Uhr traf Task Force 38 mit den Tankern zusammen und begann trotz Windstärke 8 und sehr unruhiger See mit der Treibstoffübernahme. In kurzer Zeit häuften sich jedoch die Berichte über Schwierigkeiten bei dem Versuch, Treibstoff aufzunehmen. Die Treibstoffschläuche mehrerer Tanker rissen und es kam zu mehreren Beinahekollisionen. Aus Sorge um seine Flotte gab Halsey gegen 13:10 Uhr den Befehl zum Abbruch der Betankung. In Übereinstimmung mit Commander George F. Kosco, dem Schiffsmeterologen, der einen Sturm in 350 Seemeilen (640 km) südöstlich der Flotte vermutete, beorderte Halsey den Verband zum zweiten Treffpunkt weiter nordwestlich, wo am nächsten Morgen die Betankung der Schiffe fortgesetzt werden sollte. Während die Flotte in westnordwestlicher Richtung fuhr, begann TF 38 den sich langsamer bewegenden Taifun zu überholen. Die See beruhigte sich dadurch etwas, was Halsey in der Illusion bestärkte, sich vom Sturm zu entfernen.
Zwischen 14:00 und 15:00 Uhr erhielt er jedoch schließlich die Meldung der Chandeleur, die das Zentrum des Sturms bei 13 Grad Nord und 132 Ost feststellte. Dementsprechend wurde das nächste Rendezvous an einem Punkt gewählt, der weitgehend westlich lag. Gegen 22:30 Uhr erfuhr Halsey, dass es für die meisten seiner Schiffe unmöglich war, bis zum Morgen die letzte Rendezvous-Position zu erreichen. Halsey ordnete daher erneut eine Kursänderung an, die auf halber Strecke zwischen der ersten und der zweiten überarbeiteten Rendezvous-Position lag. Damit brachte er den Schiffsverband genau in den Kurs des Sturms, der sich nur 100 Seemeilen (190 km) südöstlich befand und an Kraft und Geschwindigkeit gewann.

## 18. Dezember

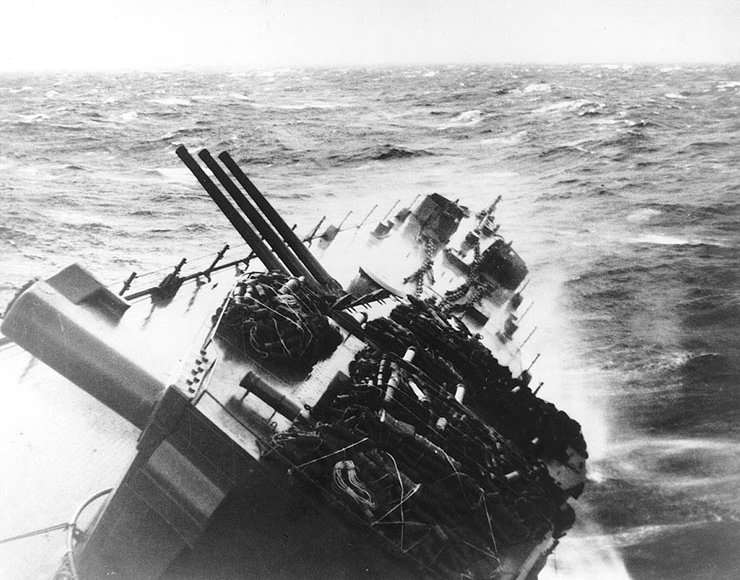
Blick über das Vorschiff des Kreuzers Santa Fe während einer 35°-Rolle nach Steuerbord

In den frühen Morgenstunden des 18. Dezembers mehrten sich die Anzeichen für den aufziehenden Sturm. Um 05:00 Uhr meldete die New Jersey Windgeschwindigkeiten von 38 Knoten. (70 km/h). TF 38 befand sich nur etwa 87 Seemeilen vor dem Sturm. Admiral Halsey zusammen mit seinem Stab entschloss sich, nach Süden in einen vermeintlich ruhigeren Bereich des Sturmes zu steuern und so bald wie möglich mit dem Tanken zu beginnen. Um 7:00 Uhr morgens wurde mit dem Tankvorgang begonnen. Nach kurzer Zeit erhielt Halsey jedoch die Nachricht, dass unter den gegebenen Wetterbedingungen die Betankung unmöglich sei. Um 08:20 Uhr, die Windgeschwindigkeit lag bei 43 Knoten (80 km/h), funkte Halsey an MacArthur, dass er nicht in der Lage sei, dem Sturm auszuweichen und ihn daher am 19. Dezember nicht unterstützen könne. Bald darauf trafen die ersten Schadensmeldungen ein. Um 09:00 Uhr wurde die mangelhafte Seetauglichkeit der Leichten Flugzeugträger der Independence-Klasse deutlich. Alle waren stark ins Rollen geraten. Sieben Flugzeuge der Cowpens (CVL-25) wurden über Bord gespült, außerdem brach ein Feuer aus, das aber schnell gelöscht werden konnte. Auf der San Jacinto (CVL-30) hatte sich ein Flugzeug auf dem Hangardeck gelöst und dabei sieben andere Flugzeuge schwer beschädigt. Am schlimmsten erwischte es die Monterey (CVL-26), als um 9:11 Uhr durch ein Zusammenstoß zweier F6F Hellcat ein schweres Feuer ausgelöst wurde, das erst gelöscht werden konnte, nachdem bereits drei Matrosen getötet und viele weitere verletzt worden waren. 18 Flugzeuge wurden durch das Feuer zerstört oder über Bord gespült und weitere 16 Flugzeuge wurden schwer beschädigt.
Die Spence, ein Zerstörer der Fletcher-Klasse, die bereits am 17. Dezember erfolglos versucht hatte, aufzutanken, wurde angewiesen, TG 30.8 zu begleiten, um bei der ersten Gelegenheit Treibstoff aufzunehmen. Da die Ballasttanks nicht geflutet waren, begann das Schiff stark nach Backbord zu kränken. Wasser drang durch die Ventilatoren ein und verursachte einen Kurzschluss; kurz darauf brach die Stromversorgung zusammen. Um 11:10 Uhr, die Spence hatte bereits eine Schlagseite von fast 50 %, kenterte das Schiff und ging mit 317 Besatzungsmitgliedern unter. 23 Matrosen und ein Offizier wurden von Schiffen in der Nähe gerettet. Um 11:00 Uhr befand sich der Zerstörer USS Hull unter dem Kommando von Lieutenant Commander J.A. Marks in ernsten Schwierigkeiten. Das Schiff war zu 70 % mit Treibstoff gefüllt, hatte aber keinen Salzwasserballast in die Tanks aufgenommen. Außerdem hatte die Hull als älterer Zerstörer der Farragut-Klasse über 500 Tonnen zusätzliche Waffen und Ausrüstung an Bord, was sie kopflastig machte. Der Wind hatte eine Stärke von 100 Knoten (185 km/h) erreicht. Durch das starke Rollen von bis zu 70 Grad nahm die Hull immer mehr Wasser auf bis sie schließlich gegen Mittag mit 202 Besatzungsmitgliedern kenterte und sank.

## Folgen
Als der Taifun im Laufe des Nachmittags abflaute und das Wetter sich besserte, wurden die Schäden deutlich, die er angerichtet hatte. Drei Zerstörer waren gesunken, die übrigen Schiffe waren zum Teil schwer beschädigt; nahezu alle Radar- und Funkantennen waren zerstört und alles, was sich an Deck befunden hatte, war vom Sturm fortgerissen worden. Auf den Flugzeugträgern gingen etliche Flugzeuge über Bord, auch die Aufklärungsflugzeuge vieler Kreuzer und Schlachtschiffe wurden fortgerissen. Insgesamt 122 Flugzeuge waren verlorengegangen und 24 weitere so schwer beschädigt, dass sie verschrottet werden mussten. 790 Seeleute starben in dem Sturm, die meisten mit den gesunkenen Zerstörern, aber auch auf anderen Schiffen. 80 Besatzungsmitglieder wurden zum Teil schwer verletzt. Neun Schiffe, darunter ein Kreuzer und drei Leichte Träger, wurden so schwer beschädigt, dass sie zu längeren Reparaturen das Dock aufsuchen mussten. 19 weitere Schiffe wurden leicht beschädigt.
In den nächsten drei Tagen wurden trotz immer noch schweren Seegangs und starker Winde noch 92 Überlebende aus dem Meer gefischt. Admiral Chester W. Nimitz schrieb: „It was the greatest loss that we have taken in the Pacific without compensatory return since the First Battle of Savo.“ (Es war der größte Verlust ohne Ausgleich, den wir im Pazifik seit der ersten Schlacht von Savo erlitten haben.)
In die Literatur ging der Taifun durch Herman Wouks berühmten Roman Die Caine war ihr Schicksal ein, in dem es durch die Ereignisse während des Taifuns zu einer Meuterei kommt.
Die schweren Verluste, die der Taifun den US-Streitkräften zugefügt hatte, führten schließlich zum Aufbau von Wetterstationen auf den Karolineninseln und im weiteren Kriegsverlauf auch in Manila sowie auf Iwo Jima und Okinawa. Hinzu kamen auch Einrichtungen auf Guam und in Leyte. Daraus ging 1959 das Joint Typhoon Warning Center hervor, das seinen Sitz zunächst auf Guam hatte und im Jahr 2000 an seinen heutigen Standort nach Honolulu verlegt wurde.